# Costur
Costur település Spanyolországban, Castellón tartományban. Costur L'Alcora, Figueroles, Les Useres, Vilafamés és Sant Joan de Moró községekkel határos. Lakosainak száma 535 fő (2024).

## Népesség
A település népessége az elmúlt években az alábbi módon változott:
| Lakosok száma | 468  | 471  | 498  | 574  | 581  | 562  | 543  | 524  | 531  | 535  |
|               | 2001 | 2004 | 2006 | 2009 | 2011 | 2014 | 2016 | 2019 | 2021 | 2024 |